# Ornamentație

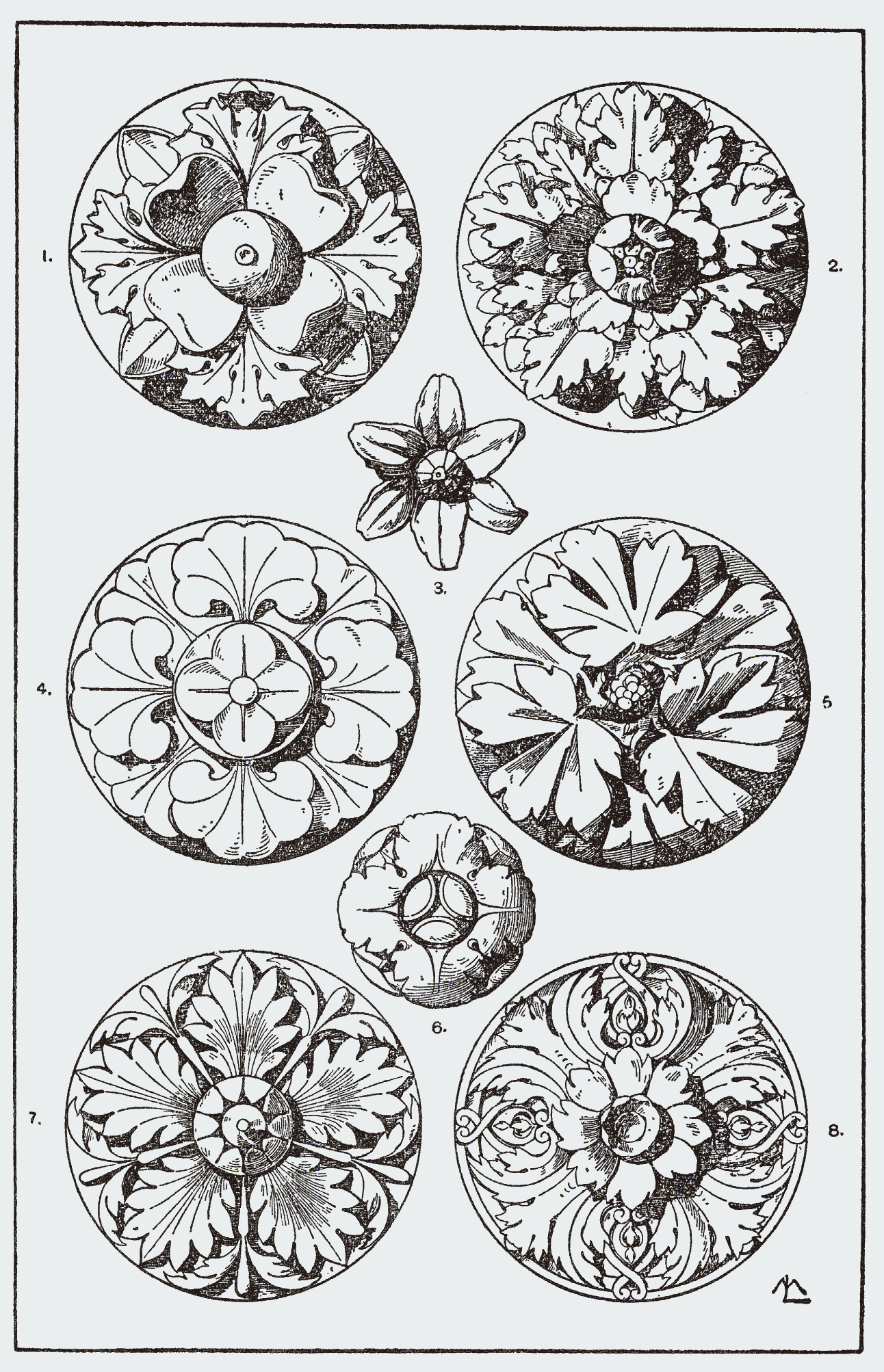
Rozeta ca exemplu de decor

Decor ( latină decor - decență, decență, compatibilitate ) - în sens tradițional, decorul este înțeles ca un ansamblu de elemente care alcătuiesc designul extern al unei structuri arhitecturale, interioarele acesteia, precum și articole de uz casnic, produse de artă decorativă și aplicată . Decorul poate fi pitoresc, sculptural, arhitectural, divers ca material și tehnică. Există, de asemenea, un decor „activ”, care corespunde structurii unei clădiri sau a unui produs, asociat cu funcția și forma sa, și un decor „pasiv”, care nu corespunde articulațiilor formei și este utilizat doar pentru decorarea suprafeței, de exemplu, ornament . În arhitectură, decorul este adesea înțeles ca întreaga parte non-constructivă a unei structuri.
În Roma antică, decorul era înțeles ca ceva mai mult decât doar decor. În  latină, „decor” înseamnă „bunătate demnă”, la fel ca „onoare” - „decor” în sensul „laudă, slavă, onoare”. Cuvântul „decor” a fost derivat din „înșelăciune” - „ceea ce este potrivit”. Potrivit lui Cicero,grecii îl numeau „prepon”, iar noi îl numim „decorum”  . „Decor ornamentorum” însemna „adecvarea ornamentelor”, justificarea detaliilor în raport cu ansamblul. Sensul opus: „indecentia” - „obscenitate”. Romanii au înțeles decorum ca „potrivire, corectă, potrivită”; frumusețe individuală, specială, exprimând natura organică a adaptării părților la întreg, a oricărui obiect sau persoană la particularitățile situației, mediului. Fiecare obiect ar trebui să aibă propriul său "decor", spre deosebire de frumusețea universală, absolută, care a fost notată de cuvântul grecesc simetrie. Verbul „decorare” însemna „a decora” în sensul „înălța, glorifica”, spre deosebire de „ornare” - „a decora” în sensul „a aproviziona cu necesarul, a dota, a înarma”. „Deci, dacă un legionar roman avea nevoie de un ornamentum - echipament care putea fi foarte scump, decorat cu gravură și relief, dar, mai presus de toate, trebuia să-și protejeze viața în luptă, atunci împăratul avea dreptul la Decorum în timpul triumfului său. Acest concept a inclus mantia purpurie a triumfătorului, cununa de lauri, arcurile și coloanele de triumf, procesiuni și tot ceea ce ține de sărbătorirea triumfului cu ocazii deosebit de solemne. Decorul avea un sens ideologic. Ornamentul avea un sens formal "  .
În istoria artei contemporane, după cercetarea lui  K. Makarov, decorul se numește de obicei un tip special de compoziție, al cărui sens artistic este în interacțiunea cu mediul - spațiu, volum, masă, plan, format, calitate (culoare, textură, textură) a suprafeței decorate  .
În plus față de semnificația formativă de bază a termenului "decor" în diferite tipuri de artă, este recomandabil să se distingă elemente decorative sau elementele decorative care au un stil de figurine și atributele lor în pictură sau elementele constructive din arhitectură sunt strâns legate. la alți factori: constructivi, semantici, simbolici, ideologici  .